# Colga minichevi
Colga minichevi är en snäckart som beskrevs av Martynov och Baranets 2002. Colga minichevi ingår i släktet Colga och familjen Polyceridae. Inga underarter finns listade i Catalogue of Life.